# Ong đốt
Ong đốt là bị một cú đốt từ một con ong (ong mật, ong nghệ, Halictidae, vv). Các cú đốt từ hầu hết các loài ong khá đau đớn, và do đó chúng tránh được bị làm phiền từ con người.
Ong đốt khác với côn trùng cắn, và nọc độc hay độc tố của côn trùng là hoàn toàn khác nhau. Do đó, phản ứng của cơ thể khi bị ong đốt có thể khác nhau từ loài này đến loài khác. Đặc biệt, chất ong đốt có tính axit, trong khi đó tò vò đốt lại có tính kiềm, vì vậy phản ứng của cơ thể đối với ong đốt có thể rất khác so với phản ứng khi bị tò vò đốt.
Côn trùng châm chích tấn công hung hang nhất là loài ong Vespidae (bao gồm cả ong bắp cày hói – Bald Faced Hornet và các bộ giáp vàng - Yellowjacket khác) và ong bắp cày (đặc biệt là ong bắp cày khổng lồ châu Á). Tất cả những con côn trùng này đều bảo vệ tổ của chúng.
Mặc dù đối với hầu hết mọi người bị một con ong đốt khá đau đớn nhưng nếu không thì đó tương đối vô hại, ở những người bị dị ứng côn trùng đốt, đốt có thể gây ra sốc phản vệ nguy hiểm có khả năng gây tử vong. Khi một con ong mật đốt chúng sẽ phát tán chất pheromone như một tín hiệu truyền đến những con ong lân cận để sẳn sàng gia nhập bầy để tham gia tấn công.